# أعبد (تل الضمان)
أعبد  قرية سوريّة تتبع إداريّاً لمحافظة حلب منطقة جبل سمعان ناحية تل الضمان، بلغ تعداد سكانها 390 نسمة حسب التعداد السكاني لعام 2004.